# Lunascape (navigateur)
Pour les articles homonymes, voir Lunascape.
Lunascape est un navigateur web utilisant les moteurs de rendu Trident, Gecko et WebKit.

## Plates-formes supportant Lunascape
Pour le moment, ce navigateur web n'est installable que sur XP SP1 (et ultérieur), Windows Vista, Windows 7, Windows Server 2003 et Server 2008.

Rien de programmé pour Mac OS et Linux, mais pas exclu pour autant.

## Respect des standards du Web
Lunascape est dépendant du bon vouloir des développeurs des moteurs de rendu qui sont respectivement : Trident, Gecko et Webkit

Lunascape 5 a :
- Trident de Internet Explorer 7[6] (5/100 au test Acid3[6], mais testé à 13/100, ce qui est équivalent à Internet Explorer 7)
- Gecko version 1.9.1[7]  de Firefox 3.5 (93/100 au test Acid3[6])
- WebKit version r44749[7] de Safari 4 (100/100 au test Acid3[6])

Côté Gecko, Lunascape reste dans la branche 1.9.1.x (Firefox 3.5.x) jusqu'aux versions 6.3.4 et 6.5β1 incluses. Les versions 6.4.1 et 6.5β2 le mettent à jour dans la branche 1.9.2.x (Firefox 3.6.x). Cette version de Gecko est à 94/100 au test Acid3.

## Internationalisation
Au début, uniquement en japonais et anglais (US), il est maintenant disponible dans 12 langues (septembre 2010) : japonais, français, chinois (Chine), chinois (Taïwan), anglais (US), anglais (UK), allemand, italien, coréen, portugais, russe et espagnol.

## Historique des sorties

### Tableau récapitulatif avec lesmoteurs de rendu
| Ancienne version (sans support) | Version actuelle | Version avancée |

| Version | Date de sortie    | Version de Gecko        | Version de Webkit                            | Version de Trident |
| ------- | ----------------- | ----------------------- | -------------------------------------------- | --- |
| 5.1.1   | 3 juillet 2009    | 1.9.1.x (Firefox 3.5.x) | 528.x (Google Chrome 1.0)                    | IE 6 ou 7 selon configuration Windows ou lors de l'installation de Lunascape, IE 8 selon conditions supplémentaires     |
| 5.1.5   | 16 septembre 2009 | 1.9.1.x (Firefox 3.5.x) | 532.x (Google Chrome 3.0 et 4.0)             | IE 6 ou 7 selon configuration Windows ou lors de l'installation de Lunascape, IE 8 selon conditions supplémentaires     |
| 6.0.0   | 11 décembre 2009  | 1.9.1.x (Firefox 3.5.x) | 532.x (Google Chrome 3.0 et 4.0)             | IE 6 ou 7 selon configuration Windows ou lors de l'installation de Lunascape, IE 8 selon conditions supplémentaires     |
| 6.1.1   | 13 avril 2010     | 1.9.1.x (Firefox 3.5.x) | 533.x (Google Chrome 5.0)                    | IE 6 ou 7 selon configuration Windows ou lors de l'installation de Lunascape, IE 8 selon conditions supplémentaires     |
| 6.2.0   | 27 juillet 2010   | 1.9.1.x (Firefox 3.5.x) | 533.x (Google Chrome 5.0)                    | IE 6 ou 7 selon configuration Windows ou lors de l'installation de Lunascape, IE 8 selon conditions supplémentaires     |
| 6.3.0   | 24 aout 2010      | 1.9.1.x (Firefox 3.5.x) | 533.x (Google Chrome 5.0)                    | IE 6, 7 ou 8 selon configuration Windows ou lors de l'installation de Lunascape                                         |
| 6.4.1   | 20 janvier 2011   | 1.9.2.x (Firefox 3.6.x) | 533.x (Google Chrome 5.0)                    | IE 6, 7 ou 8 selon configuration Windows ou lors de l'installation de Lunascape, IE 9β selon conditions supplémentaires |
| 6.4.4   | 22 mars 2011      | 1.9.1.x (Firefox 3.5.x) | 533.x (Google Chrome 5.0)                    | IE 6, 7 ou 8 selon configuration Windows ou lors de l'installation de Lunascape, IE 9β selon conditions supplémentaires |
| 6.4.5   | 30 mars 2011      | 1.9.1.x (Firefox 3.5.x) | 533.x (Google Chrome 5.0)                    | IE 6, 7 ou 8 selon configuration Windows ou lors de l'installation de Lunascape, IE 9β selon conditions supplémentaires |
| 6.4.6   | 12 avril 2011     | 1.9.2.x (Firefox 3.6.x) | 533.x (Google Chrome 5.0)                    | IE 6, 7 ou 8 selon configuration Windows ou lors de l'installation de Lunascape, IE 9β selon conditions supplémentaires |
| 6.5β1   | 18 novembre 2010  | 1.9.2.x (Firefox 3.6.x) | 533.x (Google Chrome 5.0)                    | IE 6, 7 ou 8 selon configuration Windows ou lors de l'installation de Lunascape                                         |
| 6.5β2   | 22 décembre 2010  | 1.9.2.x (Firefox 3.6.x) | 533.x (Google Chrome 5.0)                    | IE 6, 7 ou 8 selon configuration Windows ou lors de l'installation de Lunascape, IE 9β selon conditions supplémentaires |
| 6.5.0   | 1er juin 2011     | 1.9.2.x (Firefox 3.6.x) | 534.24 (Google Chrome 11.0)                  | IE 6, 7, 8 ou 9 selon configuration Windows ou lors de l'installation de Lunascape                                      |
| 6.5.3   | 21 juillet 2011   | 1.9.2.x (Firefox 3.6.x) | 534.24 (Google Chrome 11.0)                  | IE 6, 7, 8 ou 9 selon configuration Windows ou lors de l'installation de Lunascape                                      |
| 6.5.4   | 19 aout 2011      | 1.9.2.x (Firefox 3.6.x) | 535.1 (Google Chrome 13.0, 14.0 et 15.0)     | IE 6, 7, 8 ou 9 selon configuration Windows ou lors de l'installation de Lunascape                                      |
| 6.5.8   | 22 novembre 2011  | 1.9.2.x (Firefox 3.6.x) | 535.1 (Google Chrome 13.0, 14.0 et 15.0)     | IE 6, 7, 8 ou 9 selon configuration Windows ou lors de l'installation de Lunascape                                      |
| 6.6.0   | 25 janvier 2012   | 1.9.2.x (Firefox 3.6.x) | 535.3 (Google Chrome 16.0 lors de sa sortie) | IE 6, 7, 8 ou 9 selon configuration Windows ou lors de l'installation de Lunascape                                      |
| 6.7.1   | 23 mai 2012       | 1.9.2.x (Firefox 3.6.x) | 535.3 (Google Chrome 16.0 lors de sa sortie) | IE 6, 7, 8 ou 9 selon configuration Windows ou lors de l'installation de Lunascape                                      |
| 6.8.0   | 5 septembre 2012  | 1.9.2.x (Firefox 3.6.x) | 535.3 (Google Chrome 16.0 lors de sa sortie) | IE 6, 7, 8, 9 ou 10 selon configuration Windows ou lors de l'installation de Lunascape                                  |
| 6.8.2   | 21 février 2013   | 1.9.2.x (Firefox 3.6.x) | 535.3 (Google Chrome 16.0 lors de sa sortie) | IE 6, 7, 8, 9 ou 10 selon configuration Windows ou lors de l'installation de Lunascape                                  |
| 6.8.6   | 24 juin 2013      | 1.9.2.x (Firefox 3.6.x) | 535.3 (Google Chrome 16.0 lors de sa sortie) | IE 6, 7, 8, 9 ou 10 selon configuration Windows ou lors de l'installation de Lunascape                                  |
| 6.8.7   | 22 juillet 2013   | 1.9.2.x (Firefox 3.6.x) | 535.3 (Google Chrome 16.0 lors de sa sortie) | IE 6, 7, 8, 9 ou 10 selon configuration Windows ou lors de l'installation de Lunascape                                  |
| 6.8.8   | 20 août 2013      | 1.9.2.x (Firefox 3.6.x) | 535.3 (Google Chrome 16.0 lors de sa sortie) | IE 6, 7, 8, 9 ou 10 selon configuration Windows ou lors de l'installation de Lunascape                                  |
| 6.8.9   | 1er novembre 2013 | 1.9.2.x (Firefox 3.6.x) | 535.3 (Google Chrome 16.0 lors de sa sortie) | IE 6, 7, 8, 9 ou 10 selon configuration Windows ou lors de l'installation de Lunascape                                  |
| 6.8.10  | 6 décembre 2013   | 1.9.2.x (Firefox 3.6.x) | 535.3 (Google Chrome 16.0 lors de sa sortie) | IE 6, 7, 8, 9 ou 10 selon configuration Windows ou lors de l'installation de Lunascape                                  |
| 6.9.0   | 8 juillet 2014    | 1.9.2.x (Firefox 3.6.x) | 535.3 (Google Chrome 16.0 lors de sa sortie) | IE 6, 7, 8, 9 ou 10 selon configuration Windows ou lors de l'installation de Lunascape                                  |
| 6.9.1   | 28 juillet 2014   | 1.9.2.x (Firefox 3.6.x) | 535.3 (Google Chrome 16.0 lors de sa sortie) | IE 6, 7, 8, 9 ou 10 selon configuration Windows ou lors de l'installation de Lunascape                                  |
| 6.9.2   | 6 octobre 2014    | 24.7 (Firefox 24.7 ESR) |                                              | |
| 6.9.3   | 13 novembre 2014  | 24.8.x                  |                                              | |
| 6.9.4   | 15 février 2015   | 24.8.x                  |                                              | |
| 6.9.5   | 7 avril 2015      | 24.8.x                  |                                              | |
| 6.9.6   | 23 avril 2015     | 24.8.x                  |                                              | |
| 6.9.7   | 4 juin 2015       | 24.8.x                  |                                              | |
| 6.10.0  | 5 août 2015       | 31.8.x                  |                                              | |
| 6.11.0  | 8 septembre 2015  | 38.2.x                  |                                              | |
| 6.11.1  | 28 octobre 2015   | 38.2.x                  |                                              | |
| 6.11.2  | 11 novembre 2015  | 38.2.x                  |                                              | |
| 6.12.0  | 21 décembre 2015  | 38.4.x                  |                                              | |
| 6.13.0  | 4 avril 2016      | 38.7.1                  |                                              | |
| 6.14.0  | 27 mai 2016       | 38.8.0                  |                                              | |
| 6.14.1  | 19 septembre 2016 | 38.8.0                  |                                              | |
| 6.14.2  | 27 septembre 2016 | 38.8.0                  |                                              | |
| 6.15.0  | 28 novembre 2016  | 45.2.0                  |                                              | |
| 6.15.1  | 24 mai 2017       | 45.9.0                  |                                              | |
| 6.15.2  | 25 février 2018   | 45.9.0                  |                                              | |

### Liste exhaustive généraliste
Avant la version 5, le navigateur n'est pas connu à l'international (ou très peu), et ne comporte qu'un seul moteur de rendu (Gecko).

5.1.1 : première version et mise à jour stable internationale (3 juillet 2009).

5.1.2 : mise à jour de stabilité (15 juillet 2009).

5.1.3 : mise à jour de stabilité (28 juillet 2009).

5.1.4 : mise à jour (7 aout 2009).

5.1.5 : mise à jour importante (16 septembre 2009).

5.1.6 : mise à jour et vérification de la compatibilité avec Windows 7 (4 novembre 2009).

6.0.0 : mise à jour majeure (11 décembre 2009).

6.0.1 : mise à jour de stabilité (25 décembre 2009).

6.0.2 : mise à jour de stabilité et de performance (3 février 2010).

6.0.3 : mise à jour (25 février 2010).

6.1.1 : mise à jour majeure (13 avril 2010).

6.1.2 : mise à jour de stabilité et de performance (23 avril 2010).

6.1.3 : mise à jour de performance (12 mai 2010).

6.1.4 : mise à jour de stabilité (21 mai 2010).

6.1.5 : mise à jour de performance (8 juin 2010).

6.1.6 : mise à jour de stabilité (22 juin 2010).

6.1.7 : mise à jour (6 juillet 2010).

6.2.0 : mise à jour majeure (27 juillet 2010).

6.3.0 : mise à jour majeure (24 aout 2010).

6.3.1 : mise à jour de stabilité et de sécurité (24 septembre 2010).

6.3.2 : mise à jour de stabilité (6 octobre 2010).

6.3.4 : mise à jour de stabilité (2 décembre 2010).

6.4.1 : mise à jour majeure, et posant des problèmes si une version 6.5β est déjà installée (20 janvier 2011).

6.4.2 : mise à jour (8 février 2011).

6.4.4 : mise à jour incluant également la version 6.4.3 (22 mars 2011).

6.4.5 : mise à jour (30 mars 2011).

6.4.6 : mise à jour (12 avril 2011).

6.5.0 : mise à jour majeure (1er juin 2011).

6.5.1 : mise à jour (1er juillet 2011).

6.5.2 : mise à jour de stabilité (15 juillet 2011).

6.5.3 : mise à jour de stabilité (21 juillet 2011).

6.5.4 : mise à jour de stabilité (19 aout 2011).

6.5.5 : mise à jour de stabilité (13 septembre 2011).

6.5.6 : mise à jour temporaire de stabilité (16 septembre 2011).

6.5.7 : mise à jour (1er novembre 2011).

6.5.8 : mise à jour (22 novembre 2011).

6.6.0 : mise à jour (25 janvier 2012).

6.7.0 : mise à jour (20 avril 2012).

6.7.1 : mise à jour (23 mai 2012).

6.8.0 : mise à jour de compatibilité avec IE 10 et de stabilité (5 septembre 2012).

6.8.1 : mise à jour de stabilité (11 décembre 2012).

6.8.2 : mise à jour de stabilité (21 février 2013).

## Version 6.0
Voici les nouveautés de Lunascape 6 :
- Gestion des extensions firefox lorsque le moteur de rendu gecko est sélectionné.
- Pour ceux qui ont déjà beaucoup d'extensions firefox, il est possible d'importer le profil complet à partir de firefox 3.5.
- Un gestionnaire d'extensions.
- Nouvelle interface.
- Visualiser simultanément la même page avec les 3 moteurs de rendu, afin de faciliter les comparaisons.
- Barre latérale flottante.

## User-Agent
User-Agents avec configuration par défaut, sous Windows XP :
- Version 5.1.2 :
  - Avec Trident: Mozilla/4.0 (compatible; MSIE 7.0; Windows NT 5.1; Trident/4.0; .NET CLR 2.0.50727; .NET CLR 3.0.4506.2152; .NET CLR 3.5.30729; .NET CLR 1.1.4322; Lunascape 5.1.2.3)
  - Avec Gecko: Mozilla/5.0 (Windows; U; Windows NT 5.1; fr; rv:1.9.1) Gecko/20090701 Firefox/3.5 Lunascape/5.1.2.3
  - Avec Webkit: Mozilla/5.0 (Windows; U; Windows NT 5.1; fr-FR) AppleWebKit/528+ (KHTML, like Gecko, Safari/528.0) Lunascape/5.1.2.0

User-Agents avec configuration par défaut, sous Windows Vista 64 bits :
- Version 6.3.4 :
  - Avec Trident: Mozilla/4.0 (compatible; MSIE 8.0; Windows NT 6.0; WOW64; Trident/4.0; SLCC1; .NET CLR 2.0.50727; Media Center PC 5.0; .NET CLR 3.0.30729; .NET CLR 3.5.30729; .NET4.0C; .NET4.0E; InfoPath.3; FDM; Lunascape 6.3.4.23051)
  - Avec Gecko: Mozilla/5.0 (Windows; U; Windows NT 6.0; fr; rv:1.9.1.15) Gecko/20101029 Firefox/3.5.15 Lunascape/6.3.4.23051
  - Avec Webkit: Mozilla/5.0 (Windows; U; Windows NT 6.0; fr-FR) AppleWebKit/533.3 (KHTML, like Gecko) Lunascape/6.3.4.23051 Safari/533.3
- Version 6.5.0 :
  - Avec Trident: Mozilla/5.0 (compatible; MSIE 9.0; Windows NT 6.0; WOW64; Trident/5.0; SLCC1; .NET CLR 2.0.50727; Media Center PC 5.0; .NET CLR 3.0.30729; .NET CLR 3.5.30729; .NET4.0C; .NET4.0E; InfoPath.3; FDM; Lunascape 6.5.0.24018)
  - Avec Gecko: Mozilla/5.0 (Windows; U; Windows NT 6.0; fr; rv:1.9.2.17) Gecko/20110524 Firefox/3.6.17 Lunascape/6.5.0.24018 ( .NET CLR 3.5.30729; .NET4.0E)
  - Avec Webkit: Mozilla/5.0 (Windows NT 6.0; WOW64) AppleWebKit/534.24 (KHTML, like Gecko) Lunascape/6.5.0.24018 Safari/534.24